# الغابة الأطلسية

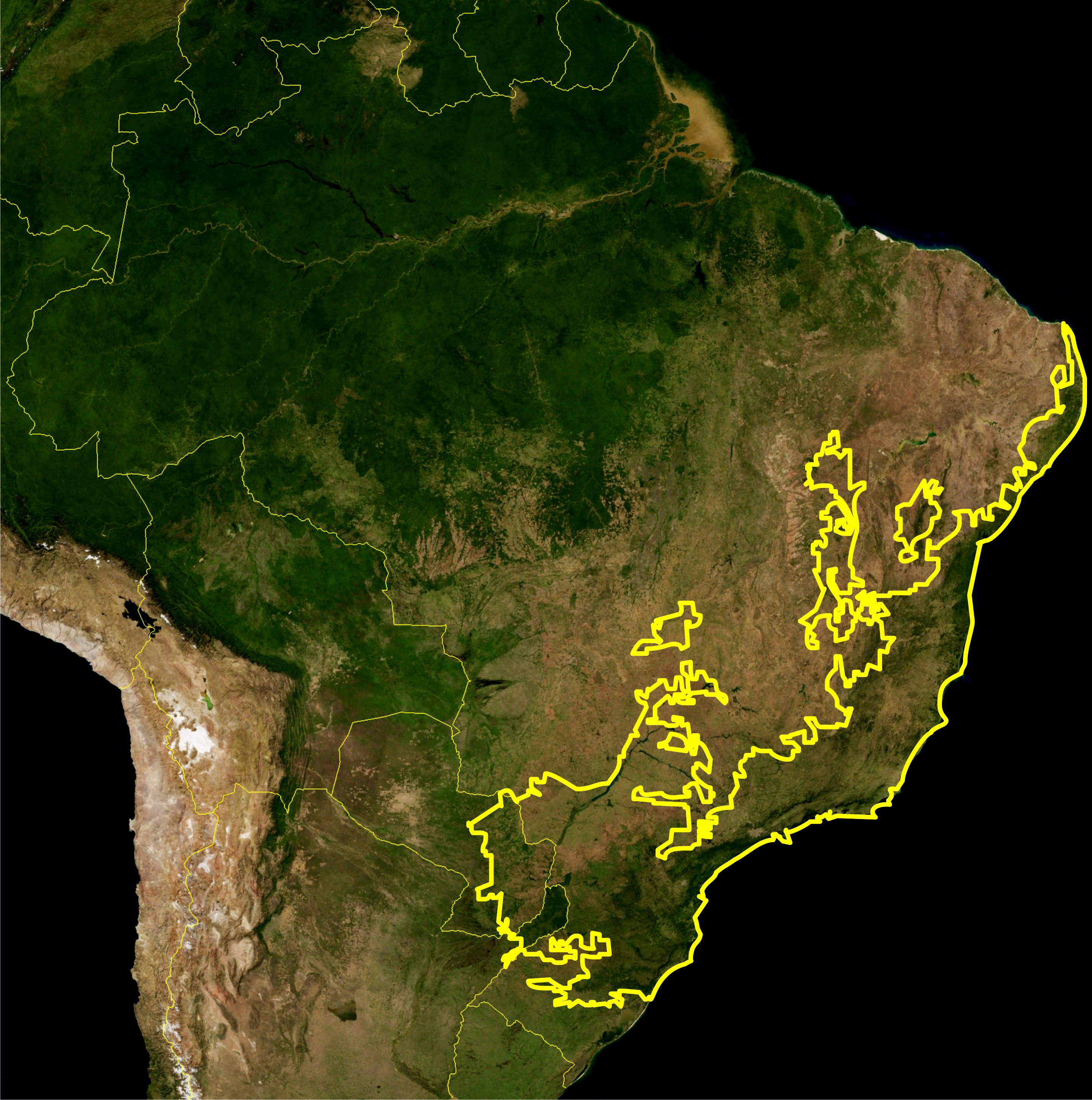
الغابات الاطلسية

الغابة الأطلسية (بالبرتغالية: Mata Atlântica) هي غابة في أمريكا الجنوبية تمتد على طول الساحل الأطلسي للبرازيل من ولاية ريو غراندي دو نورتي في الشمال الشرقي إلى ولاية ريو غراندي دو سول في الجنوب والداخل حتى باراغواي ومقاطعة ميسيونس الأرجنتين، حيث تُعرف المنطقة باسم سيلفا ميسونيرا. تحتوي الغابة الأطلسية على مناطق بيئية ضمن الفئات الأحيائية التالية: الغابات الاستوائية الموسمية الرطبة والجافة عريضة الأوراق، والأراضي العشبية الاستوائية وشبه الاستوائية، والسافانا، والأراضي الشجرية، وغابات المنغروف. تتميز الغابة الأطلسية بتنوع بيولوجي عالٍ واستيطان.
كانت هذه هي البيئة الأولى التي واجهها المستعمرون البرتغاليون منذ أكثر من 500 عام، عندما كان يُعتقد أنها كانت تبلغ مساحتها 1،000،000- 1،500،000 كيلومتر مربع (390،000-580،000 ميل مربع) وتمتد لمسافة غير معروفة في الداخل. تم إزالة أكثر من 85٪ من المنطقة الأصلية، ما يهدد العديد من الأنواع النباتية والحيوانية بالانقراض.

## علم البيئة
تشمل منطقة الغابات الأطلسية غابات من عدة أشكال:
1. Restinga هو نوع من الغابات ينمو على الكثبان الساحلية المستقرة. غابات ريستينجا هي عمومًا غابات قصيرة ذات مظلات مغلقة ذات كثافة شجرية. Open Restinga هو تكوين مفتوح يشبه السافانا مع كتل متناثرة من الأشجار والشجيرات الصغيرة وطبقة واسعة من الأعشاب والأعشاب والبردي.[6]
2. قد تتلقى الغابات الاستوائية الرطبة أكثر من 2000 ملم من الأمطار سنويًا. وتشمل هذه المناطق الرطبة الاستوائية: غابات الأراضي المنخفضة، وغابات سوبمونتان، وغابات الجبل.[6]
3. توجد غابات تابولييرو فوق تربة طينية شديدة الرطوبة وتوجد منطقة تابولييرو سافانا على تربة رملية سريعة التصريف، وهي مناطق رطبة تعتمد على بخار الماء من المحيط.[7]
4. مزيد من الأراضي الداخلية هي الغابات الجافة الأطلسية، التي تشكل انتقالًا بين Caatinga القاحلة إلى الشمال الشرقي وسافانا Cerrado إلى الشرق. هذه الغابات هي أقل مكانة، أكثر انفتاحًا، مع وفرة عالية من الأشجار المتساقطة وتنوع أقل بالمقارنة مع الغابات الاستوائية الرطبة. يبلغ معدل هطول الأمطار في هذه الغابات 700-1600 ملم سنويًا مع موسم جاف متميز. وهذا يشمل الغابات الموسمية المتساقطة الأوراق وشبه المتساقطة، ولكل منها أراضيها المنخفضة والمناطق الجبلية.[6][7]
5. غابات الجبل هي غابات رطبة على ارتفاعات عالية عبر الجبال والهضاب في جنوب البرازيل.
6. توجد غابات Mussurunga في ولايتي باهيا الجنوبية وشمال اسبيريتو سانتو. يتراوح النظام البيئي لموسورونجا من الأراضي العشبية إلى الأراضي الحرجية المرتبطة بالبروسول الرملية. كلمة Mussununga هي Amerindian Tupi-Guarani وتعني الرمال البيضاء الرطبة والناعمة.
7. توجد السافانا الشجرية الجبلية في أعلى المرتفعات، وتسمى أيضًا كامبو روبيستر. تعد الغابة الأطلسية غير عادية إذ تمتد غابةً مطيرة استوائية حقيقية إلى خطوط عرض تصل إلى 28 درجة جنوبًا. وذلك لأن الرياح التجارية تنتج هطول الأمطار طوال فصل الشتاء الجنوبي. في الواقع، يتلقى شمال زونا دا ماتا في شمال شرق البرازيل هطول أمطار أكثر بكثير بين مايو وأغسطس مما كان عليه خلال الصيف الجنوبي. يختلف النطاق الجغرافي للغابات الأطلسية اعتمادًا على المؤلف أو المؤسسة التي قامت بنشرها. تمت مراجعة المعلومات المتعلقة بأربعة حدود مهمة إضافةً إلى اتحادها وتقاطعها سنة 2018.[8]

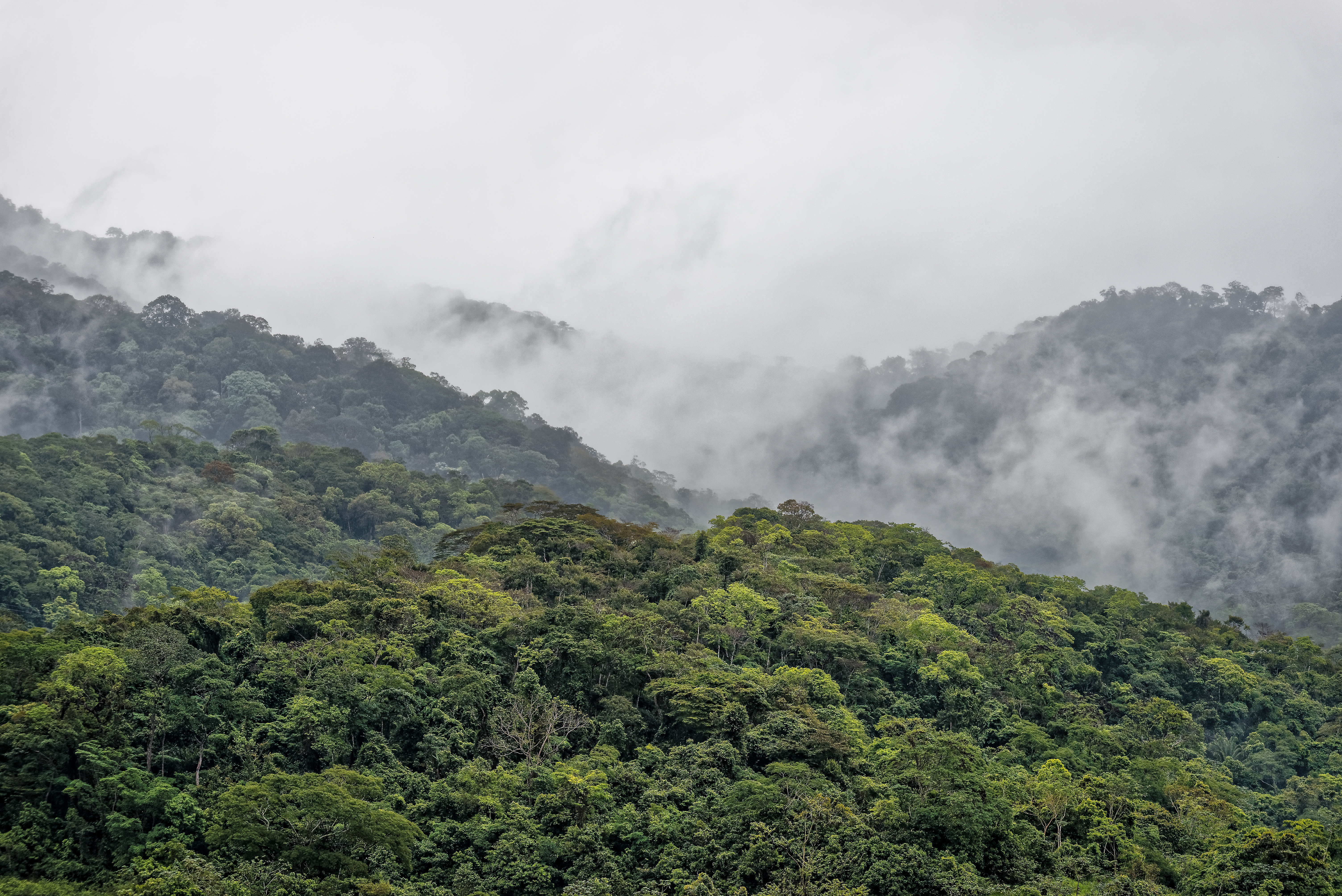

تغطي الغابة الأطلسية أساسًا مناطق شرق البرازيل (92٪ من المساحة الإجمالية)، وتصل أيضًا إلى شرق باراغواي (6٪) وشمال شرق الأرجنتين (2٪).
خلال الفترات الجليدية في العصر الجليدي، من المعروف أن الغابة الأطلسية قد تقلصت إلى ملاجئ صغيرة للغاية ومجزأة في أخاديد محمية للغاية، مفصولة بمناطق من الغابات الجافة أو شبه الصحاري المعروفة باسم caatingas. تشير بعض الخرائط إلى أن الغابة نجت بالفعل في جيوب رطبة بعيدًا عن الساحل حيث اختلطت أنواع الغابات المطيرة المتوطنة بأنواع مناخية أكثر برودة. على عكس الملاجئ الخاصة بالغابات الاستوائية المطيرة، لم تكن ملاجئ الغابة الأطلسية نتاج تحديد تفصيلي.